# Barbizon
Barbizon est une commune française située dans le département de Seine-et-Marne, en région Île-de-France. 
Barbizon est un des endroits mythiques de la peinture pré-impressionniste en France. Dès 1830, l'auberge Ganne y accueille, dans ce qui est encore un hameau de bûcherons, les peintres qui viennent chercher l'inspiration auprès de la nature intacte. Plus tard, ils partagent leurs séjours entre Barbizon et Chailly-en-Bière, trouvant leurs sujets dans la campagne ou la forêt de Fontainebleau toute proche, peignant sur le motif.

## Géographie

### Localisation

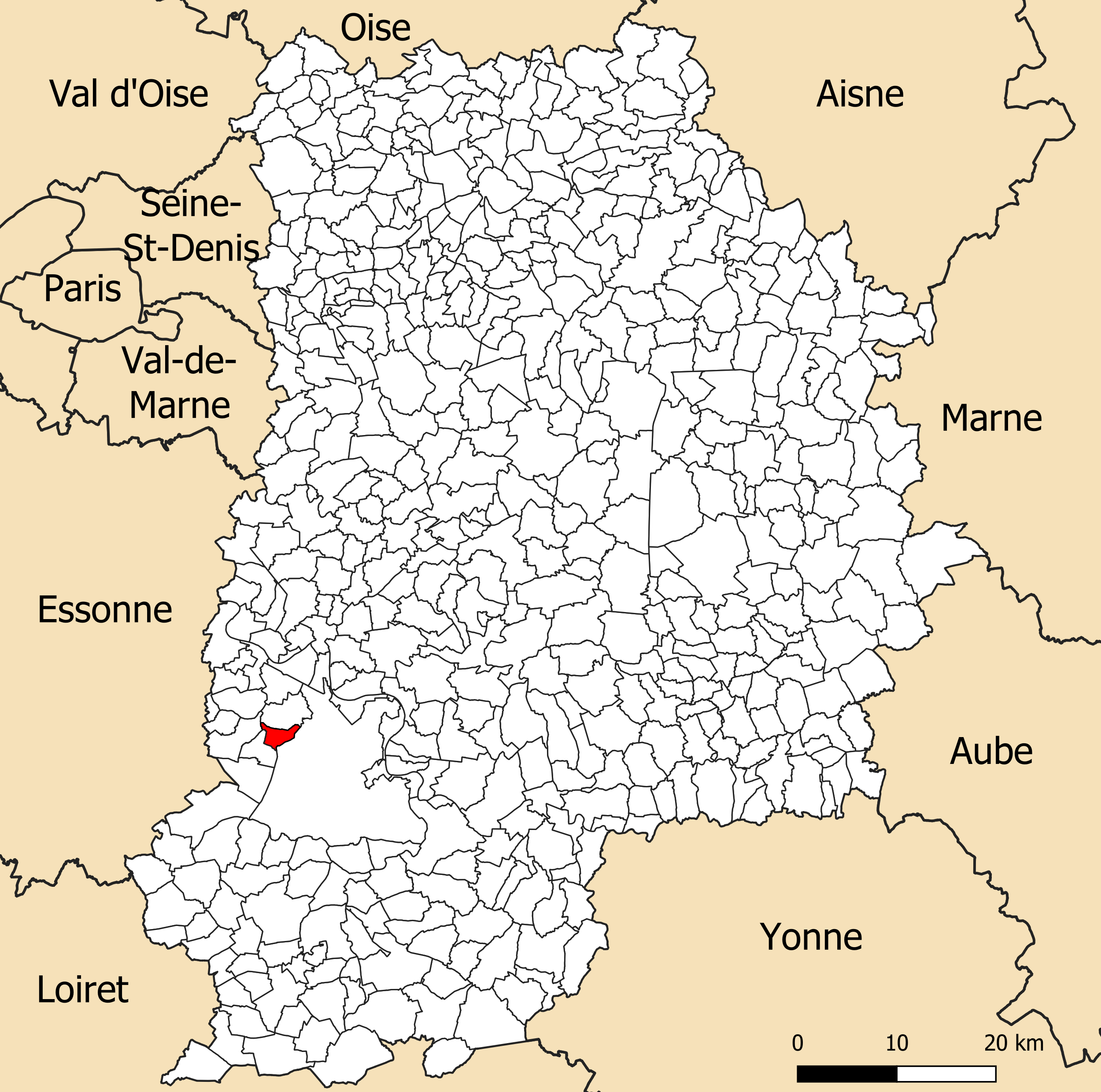
Localisation de Barbizon dans le département de Seine-et-Marne.

La commune de Barbizon est située au sud-ouest du département de Seine-et-Marne, en région Île-de-France, dans le Pays de Bière, et  fait partie des 69 communes  du parc naturel régional du Gâtinais français, au nord-est de cette région naturelle.
Elle se situe à 12,94 km par la route de Melun, et à 10,04 km de Fontainebleau.
La commune se trouve dans l'aire urbaine de Paris, dans l'unité urbaine dxe Chailly-en-Bière, dans la zone d'emploi de Fontainebleau-Nemours et dans le bassin de vie de Saint-Fargeau-Ponthierry.

### Communes limitrophes
Les communes limitrophes sont Chailly-en-Bière, Saint-Martin-en-Bière, Fleury-en-Bière et Fontainebleau.
| Fleury-en-Bière | Chailly-en-Bière      |               |
|                 | Barbizon              | Fontainebleau |
|                 | Saint-Martin-en-Bière |               |

### Géologie et relief
Le territoire de la commune se situe dans la partie nord-ouest de la plaine de la Bière qui constitue la partie nord-est de la région naturelle du Gâtinais et qui est délimitée au nord et à l'ouest par la rivière École ; à l'est, par la Seine et au sud par la forêt de Fontainebleau.
Géologiquement intégré au bassin parisien, qui est une région géologique sédimentaire, l'ensemble des terrains affleurants de la commune sont issus de l'ère géologique Cénozoïque (des périodes géologiques s'étageant du Paléogène au Quaternaire),.

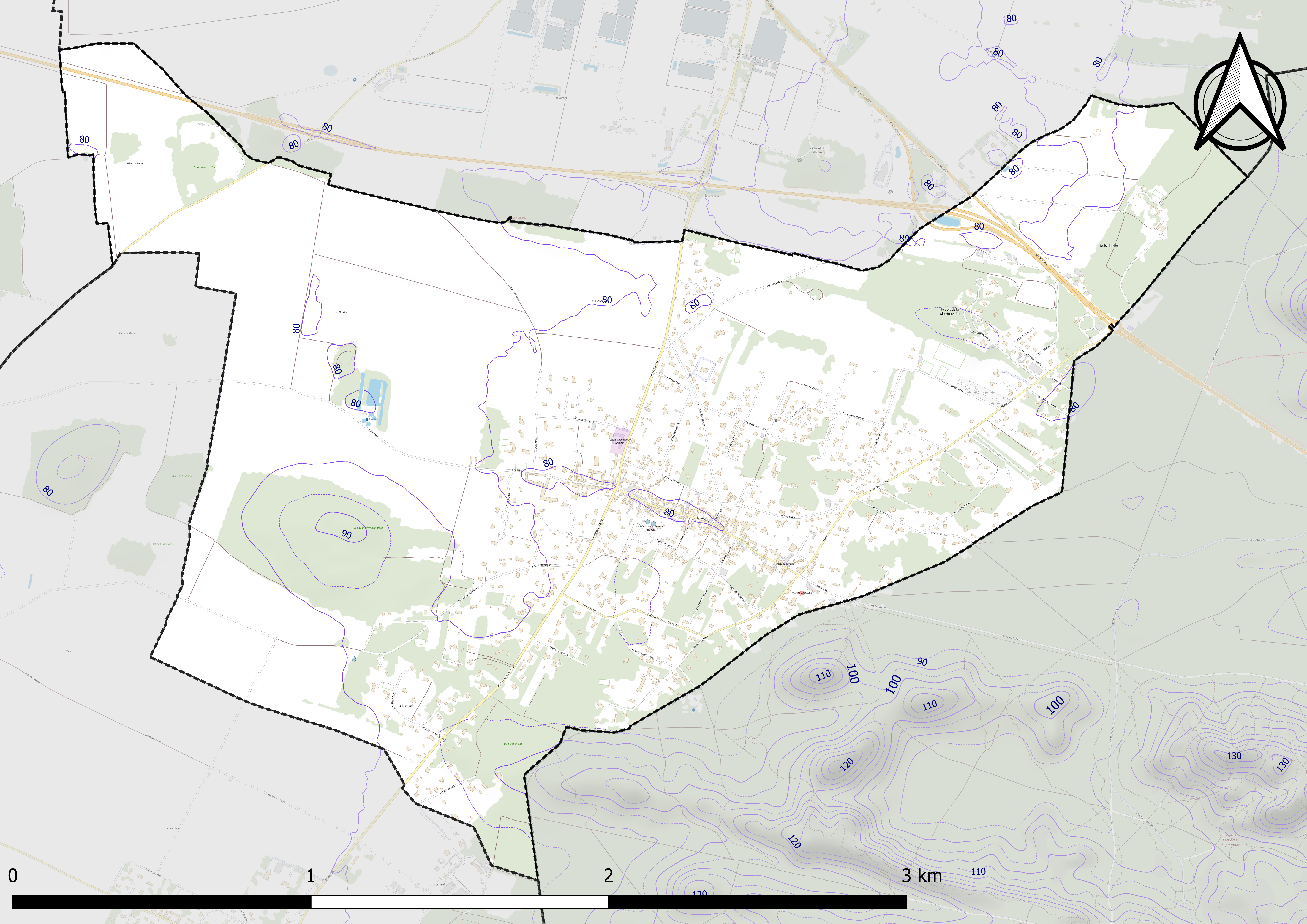
Carte du relief de Barbizon.
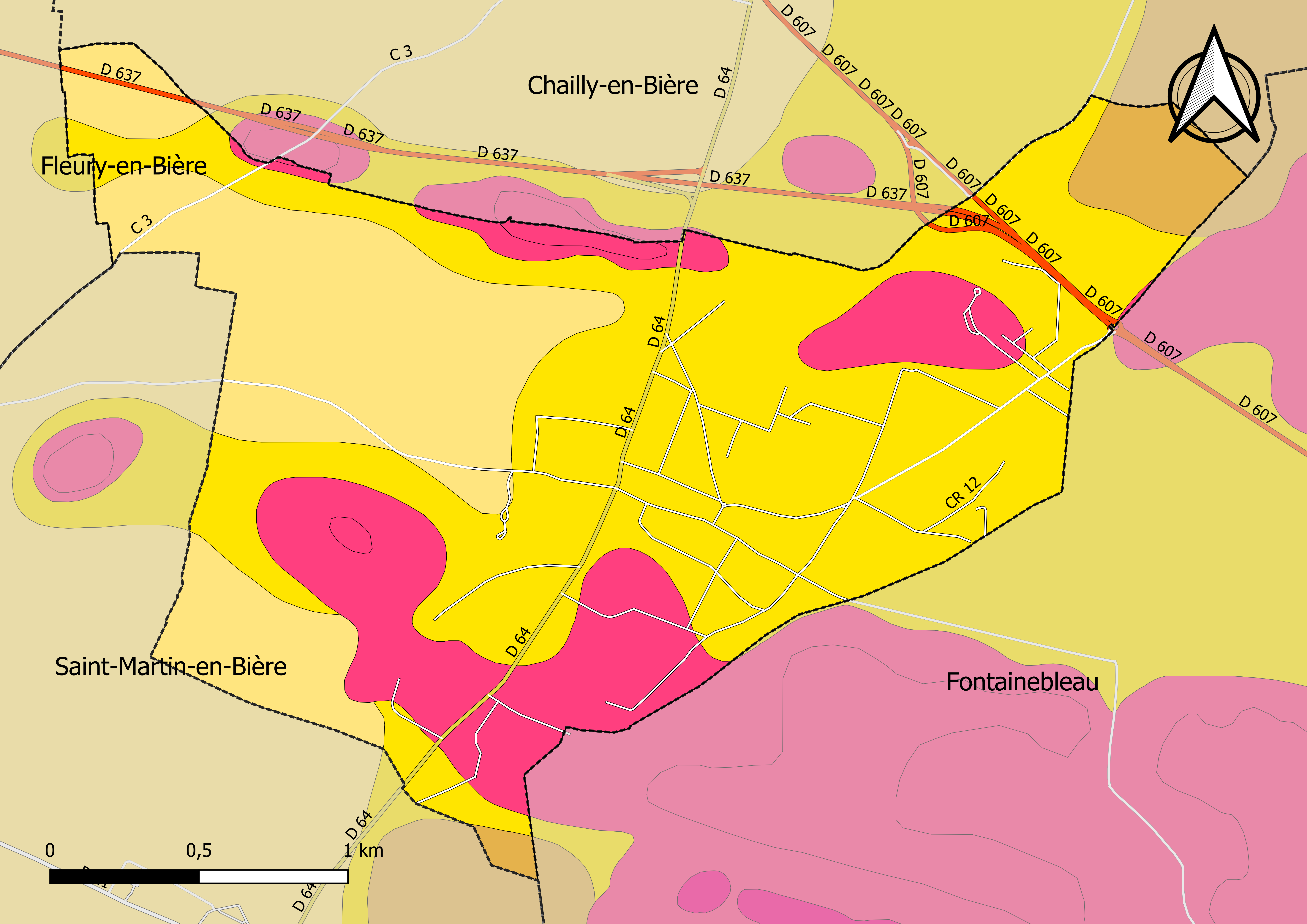
Carte géologique vectorisée et harmonisée de Barbizon.

|  | CF : | Colluvions de versant et de fond de vallon.                   |
|  | Gz : | Grèzes litées (cailloutis calcaire et sable), dépôt de pente. |
|  | LP : | Limon des plateaux de composition argilo-marneuse.            |

|  | g1GF : | Grès de Fontainebleau en place ou remaniés (grésification quaternaire de sables stampiens dunaires). |
|  | g1SF : | Sables de Fontainebleau, accessoirement grès en place ou peu remanié (versant).                      |

### Hydrographie
La commune n’est traversée par aucun cours d'eau.

### Climat
Pour des articles plus généraux, voir Climat de l'Île-de-France et Climat de Seine-et-Marne.
En 2010, le climat de la commune est de type climat océanique dégradé des plaines du Centre et du Nord, selon une étude du CNRS s'appuyant sur une série de données couvrant la période 1971-2000. En 2020, Météo-France publie une typologie des climats de la France métropolitaine dans laquelle la commune est exposée à un climat océanique altéré et est dans la région climatique Sud-ouest du bassin Parisien, caractérisée par une faible pluviométrie, notamment au printemps (120 à 150 mm) et un hiver froid (3,5 °C).
Pour la période 1971-2000, la température annuelle moyenne est de 11,2 °C, avec une amplitude thermique annuelle de 15,5 °C. Le cumul annuel moyen de précipitations est de 681 mm, avec 11 jours de précipitations en janvier et 7,5 jours en juillet. Pour la période 1991-2020, la température moyenne annuelle observée sur la station météorologique la plus proche, située sur la commune de Fontainebleau à 8 km à vol d'oiseau, est de 11,1 °C et le cumul annuel moyen de précipitations est de 740,1 mm,. Pour l'avenir, les paramètres climatiques de la commune estimés pour 2050 selon différents scénarios d'émission de gaz à effet de serre sont consultables sur un site dédié publié par Météo-France en novembre 2022.

### Milieux naturels et biodiversité

#### Espaces protégés
La protection réglementaire est le mode d’intervention le plus fort pour préserver des espaces naturels remarquables et leur biodiversité associée.
Dans ce cadre, la commune fait partie d'un espace protégé, le Parc naturel régional du Gâtinais français, créé en 1999 et d'une superficie de 75 567 ha. D’une grande richesse en termes d’habitats naturels, de flore et de faune, il est un maillon essentiel de l’Arc sud-francilien des continuités écologiques (notamment pour les espaces naturels ouverts et la circulation de la grande faune),,.
La réserve de biosphère « Fontainebleau et Gâtinais », est un autre espace protégé créé en 1998 et d'une superficie totale de 150 544 ha (zone centrale, zone de transition et zone tampon). Cette réserve de biosphère, d'une grande biodiversité, comprend trois grands ensembles : une grande moitié ouest à dominante agricole, l’emblématique forêt de Fontainebleau au centre, et le Val de Seine à l’est. La structure de coordination est l'Association de la Réserve de biosphère de Fontainebleau et du Gâtinais, qui comprend un conseil scientifique et un Conseil Education, unique parmi les Réserves de biosphère françaises,,,.

#### Réseau Natura 2000

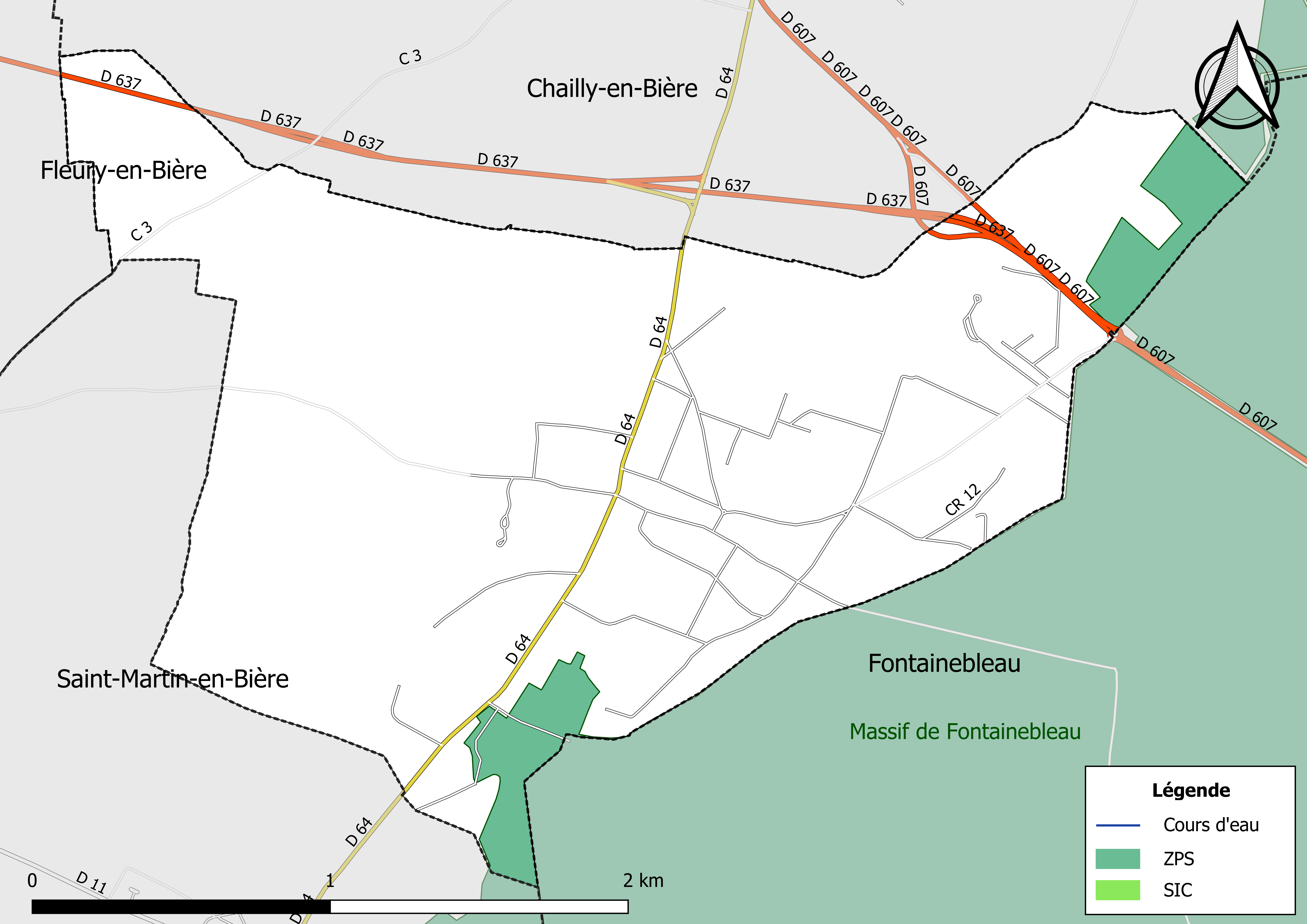
Sites Natura 2000 sur le territoire communal.

Le réseau Natura 2000 est un réseau écologique européen de sites naturels d’intérêt écologique élaboré à partir des Directives « Habitats » et « Oiseaux ». Ce réseau est constitué de Zones spéciales de conservation (ZSC) et de Zones de protection spéciale (ZPS). Dans les zones de ce réseau, les États Membres s'engagent à maintenir dans un état de conservation favorable les types d'habitats et d'espèces concernés, par le biais de mesures réglementaires, administratives ou contractuelles.
Un site Natura 2000 a été défini sur la commune, tant au titre de la « directive Habitats » que de la « directive Oiseaux » :le « Massif de Fontainebleau ». Cet espace constitue le plus ancien exemple français de protection de la nature. Les alignements de buttes gréseuses alternent avec les vallées sèches. Les conditions de sols, d'humidité et d'expositions sont très variées. La forêt de Fontainebleau est réputée pour sa remarquable biodiversité animale et végétale. Ainsi, elle abrite la faune d'arthropodes la plus riche d'Europe (3 300 espèces de coléoptères, 1 200 de lépidoptères) ainsi qu'une soixantaine d'espèces végétales protégées.

## Urbanisme

### Typologie

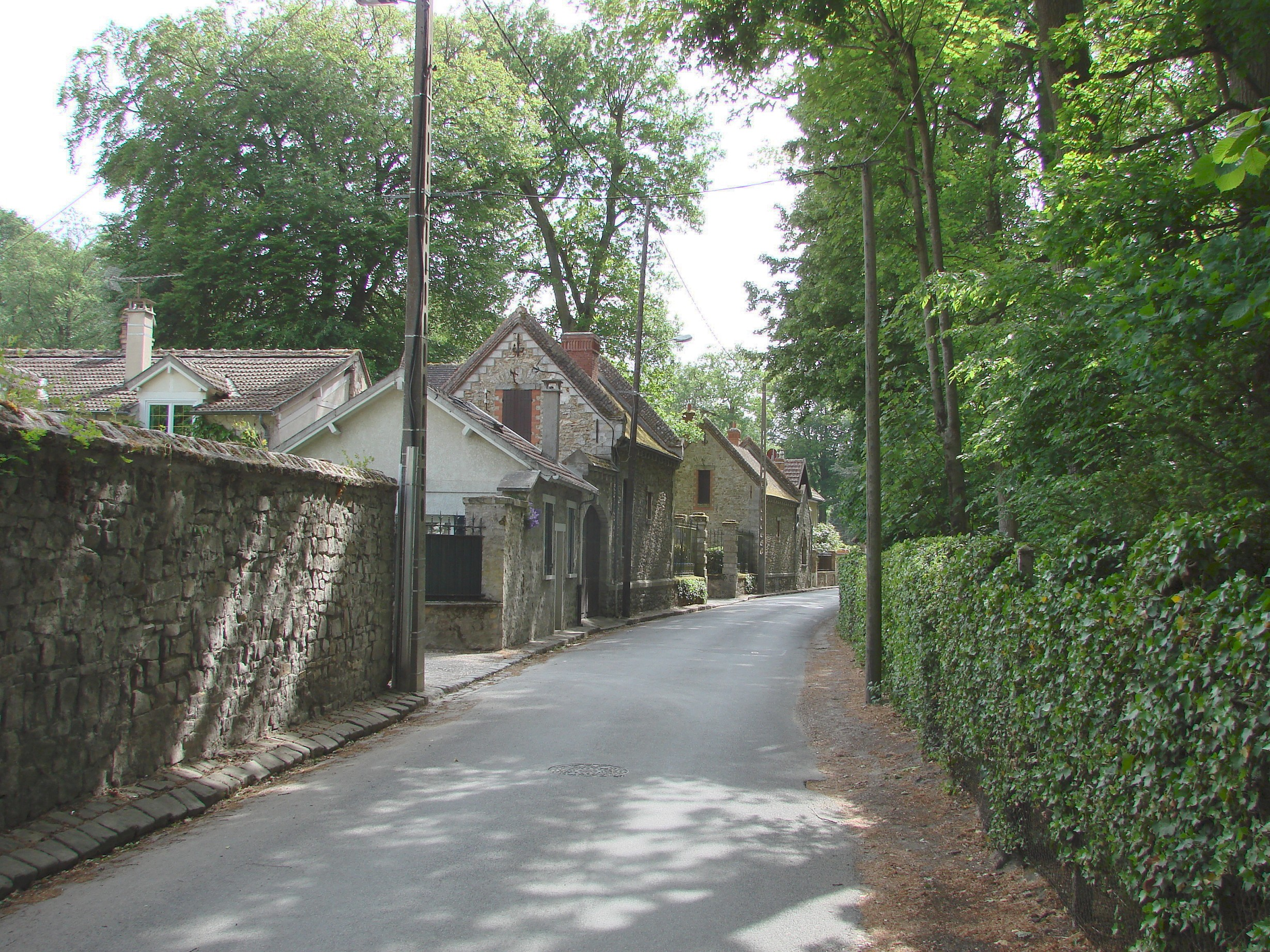
Une rue du bourg

Au 1er janvier 2024, Barbizon est catégorisée bourg rural, selon la nouvelle grille communale de densité à sept niveaux définie par l'Insee en 2022.
Elle appartient à l'unité urbaine de Chailly-en-Bière, une agglomération intra-départementale regroupant trois  communes, dont elle est une commune de la banlieue,,. 
Par ailleurs la commune fait partie de l'aire d'attraction de Paris, dont elle est une commune de la couronne,. Cette aire regroupe 1 929 communes,.

### Occupation des sols

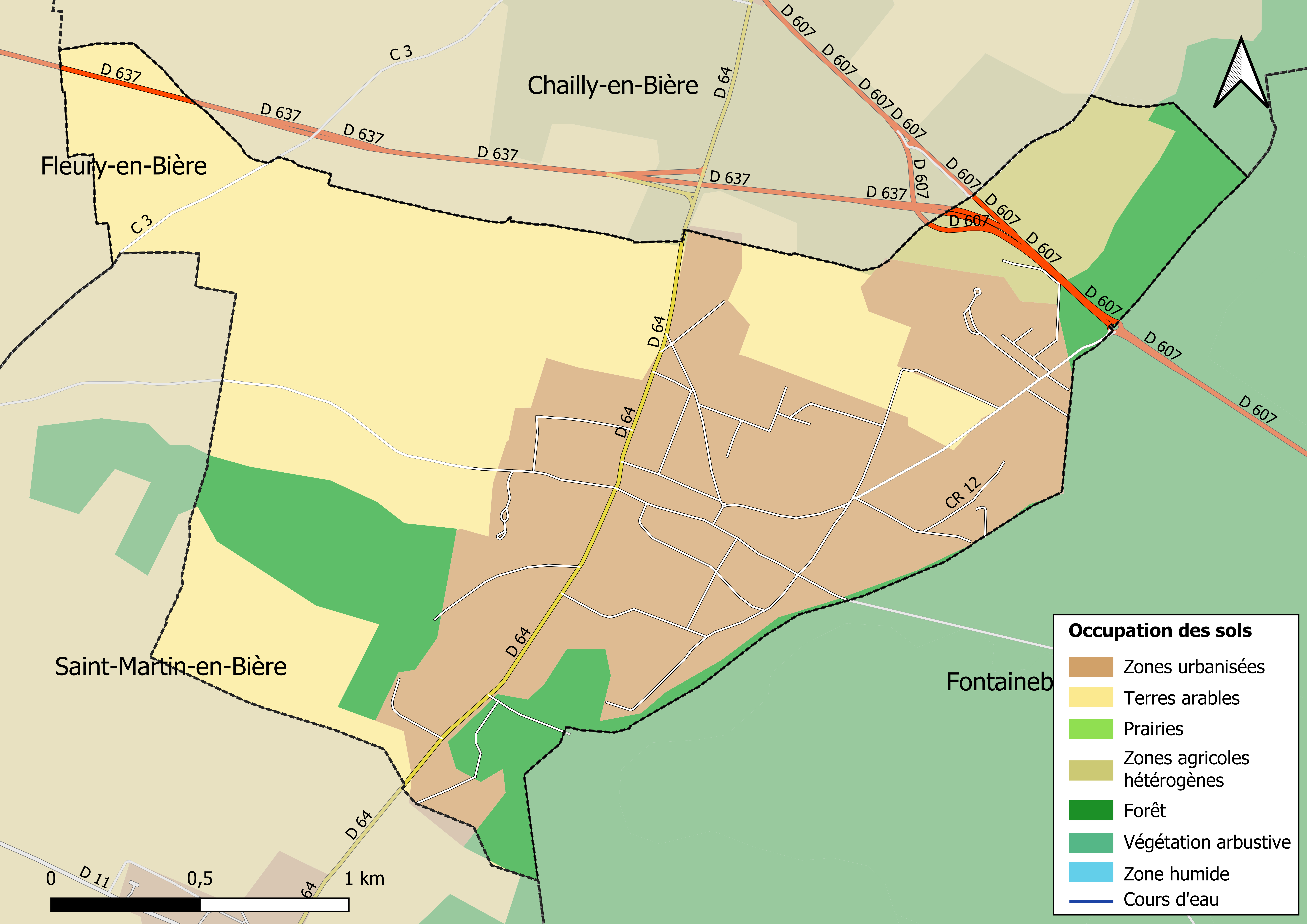
Carte des infrastructures et de l'occupation des sols de la commune en 2018 (CLC).

L'occupation des sols de la commune, telle qu'elle ressort de la base de données européenne d’occupation biophysique des sols Corine Land Cover (CLC), est marquée par l'importance des territoires agricoles (46,9 % en 2018), en diminution par rapport à 1990 (50,6 %). La répartition détaillée en 2018 est la suivante : 
40,61 % de terres arables, 
38,30 % de zones urbanisées, 
14,79 % de forêts et 
6,29 % de zones agricoles hétérogènes.
| Type d’occupation | 1990      | 1990    | 2018      | 2018    | Bilan     |
| --- | --------- | ------- | --------- | ------- | --------- |
| Territoires artificialisés (zones urbanisées, zones industrielles ou commerciales et réseaux de communication, mines, décharges et chantiers, espaces verts artificialisés ou non agricoles) | 186,06 ha | 34,59 % | 206,05 ha | 38,30 % | 20,00 ha  |
| Territoires agricoles (terres arables, cultures permanentes, prairies, zones agricoles hétérogènes)                                                                                          | 272,30 ha | 50,62 % | 252,32 ha | 46,91 % | −19,97 ha |
| Forêts et milieux semi-naturels (forêts, zones agricoles hétérogènes, espaces ouverts sans ou avec peu de végétation)                                                                        | 79,59 ha  | 14,79 % | 79,56 ha  | 14,79 % | −0,02 ha  |

Parallèlement, L'Institut Paris Région, agence d'urbanisme de la région Île-de-France, a mis en place un inventaire numérique de l'occupation du sol de l'Île-de-France, dénommé le MOS (Mode d'occupation du sol), actualisé régulièrement depuis sa première édition en 1982. Réalisé à partir de photos aériennes, le Mos distingue les espaces naturels, agricoles et forestiers mais aussi les espaces urbains (habitat, infrastructures, équipements, activités économiques, etc.) selon une classification pouvant aller jusqu'à 81 postes, différente de celle de Corine Land Cover,,. L'Institut met également à disposition des outils permettant de visualiser par photo aérienne l'évolution de l'occupation des sols de la commune entre 1949 et 2018.

### Lieux-dits et écarts

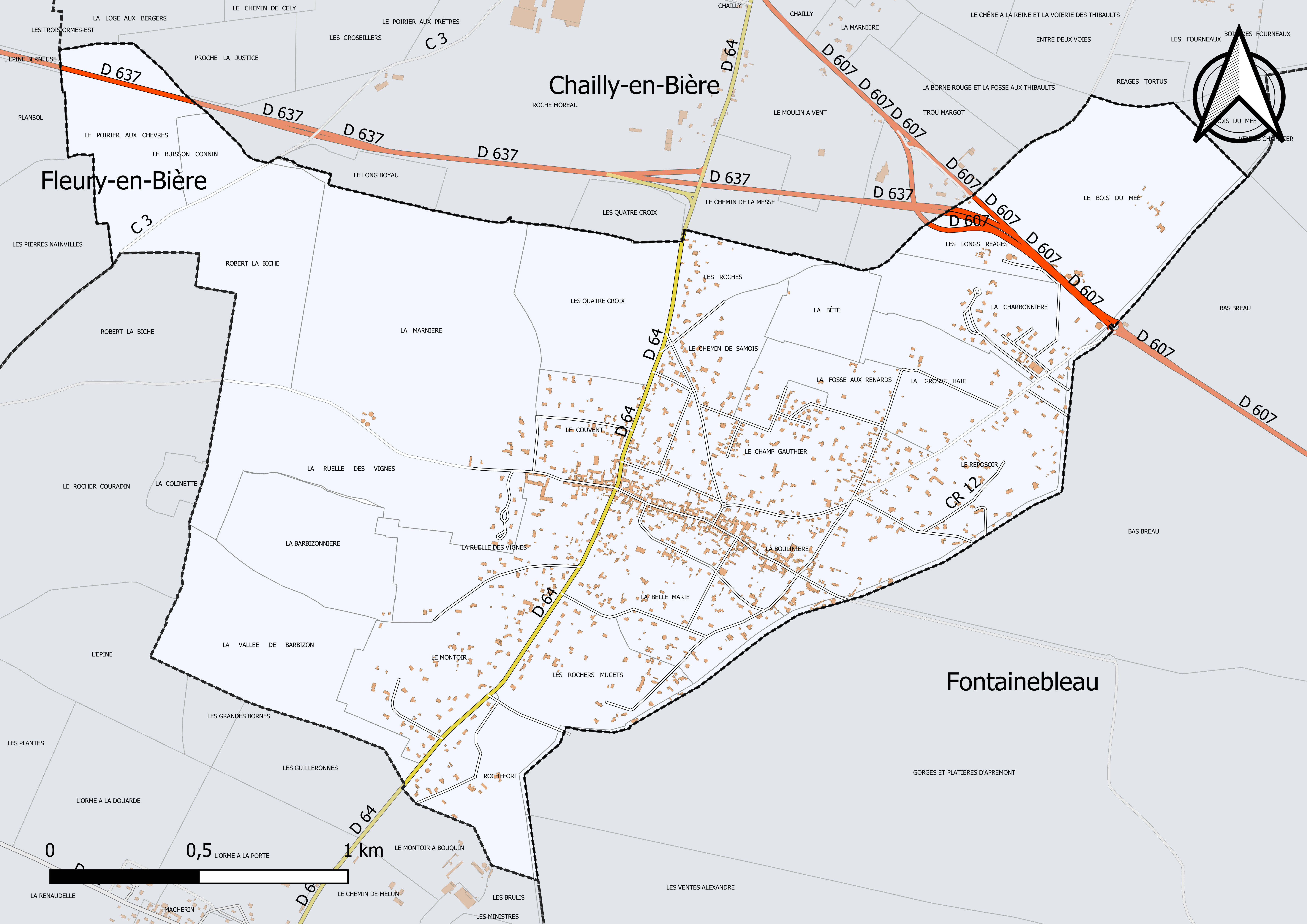
Carte du cadastre de la commune de Barbizon.

La commune compte 25 lieux-dits administratifs répertoriés consultables ici.

### Habitat et logement
En 2016 et 2021, le nombre total de logements dans la commune était de 816, alors qu'il était de 824 en 2011. 
Parmi ces logements, 74 % étaient des résidences principales, 19,8 % des résidences secondaires et 6,2 % des logements vacants. Ces logements étaient pour 87,4 % d'entre eux des maisons individuelles et pour 12,6 % des appartements. 
Le tableau ci-dessous présente la typologie des logements à Barbizon en 2021 en comparaison avec celle de Seine-et-Marne et de la France entière. Une caractéristique marquante du parc de logements est ainsi une proportion de résidences secondaires et logements occasionnels (19,8 %) supérieure à celle du département (3,1 %) et à celle de la France entière (9,7 %). 
| Typologie                                               | Barbizon | Seine-et-Marne | France entière |
| ------------------------------------------------------- | -------- | -------------- | -------------- |
| Résidences principales (en %)                           | 74       | 90,2           | 82,2           |
| Résidences secondaires et logements occasionnels (en %) | 19,8     | 3,1            | 9,7            |
| Logements vacants (en %)                                | 6,2      | 6,7            | 8,1            |

### Voies de communication et transports

#### Voies de communication

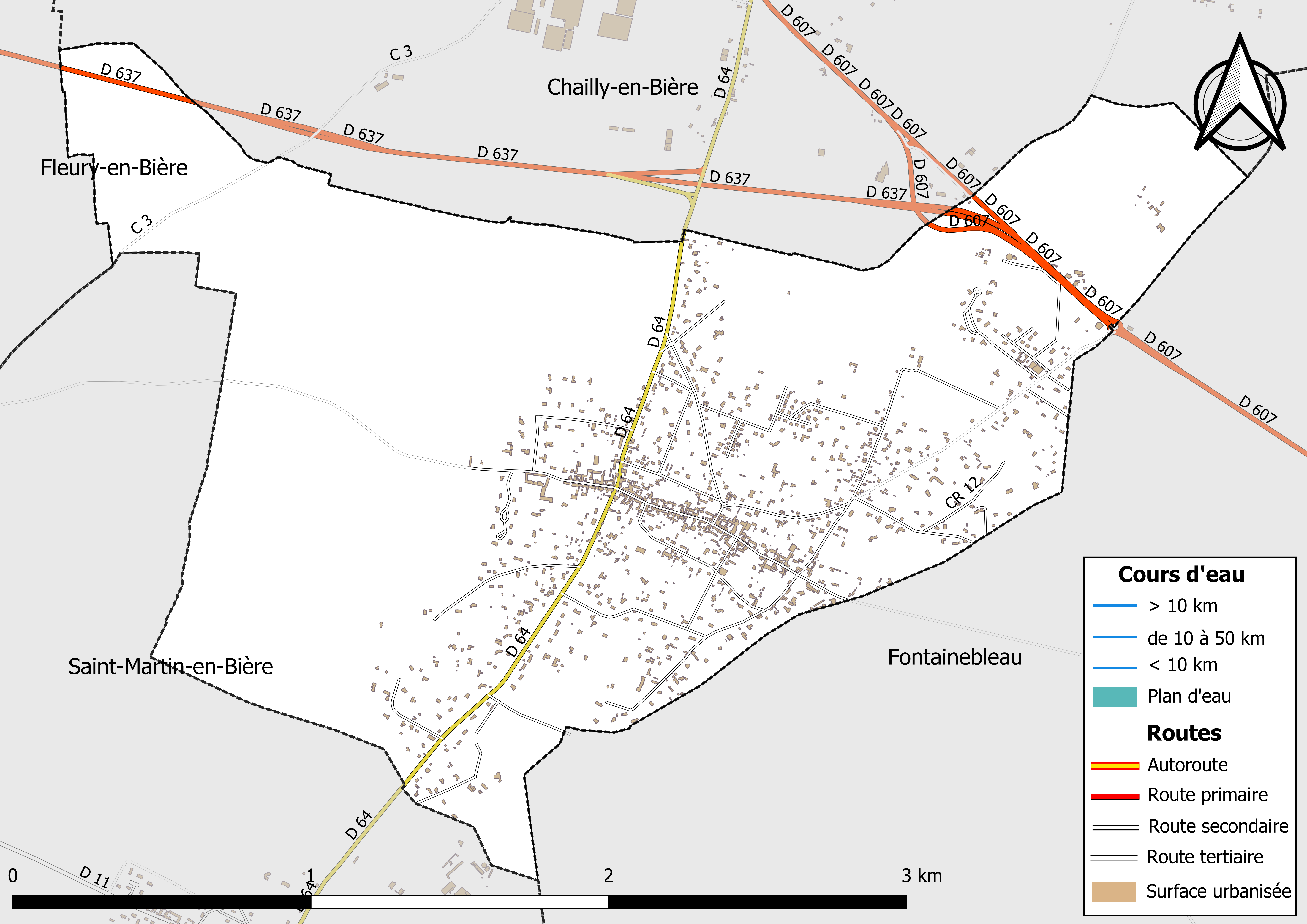
Carte des réseaux hydrographique et routier de Barbizon.

Deux routes départementales relient Barbizon aux communes voisines :
- la D 607 (ancienne route nationale 7), qui traverse la commune au nord-est, à Chailly-en-Bière, au nord-est ; et à Fontainebleau, au sud-est ;
- la D 64, qui traverse la commune du nord au sud, à Chailly-en-Bière, au nord-est ; et à Saint-Martin-en-Bière, au sud.

#### Transports
La commune est desservie par trois lignes du réseau de bus Fontainebleau - Moret :
- la ligne no 19, qui relie Arbonne-la-Forêt à Melun (gare de Melun) ;
- la ligne no 21, qui relie Saint-Fargeau-Ponthierry à Avon ;
- la ligne no 23, qui relie Saint-Fargeau-Ponthierry à Avon.

## Toponymie
Barbitio est mentionné en 808 dans un document de Charlemagne. La commune est mentionnée en 1222 sous le nom de Barbuison et en 1392 sous le nom de Barbiron[réf. nécessaire]. 

## Histoire

### Époque contemporaine

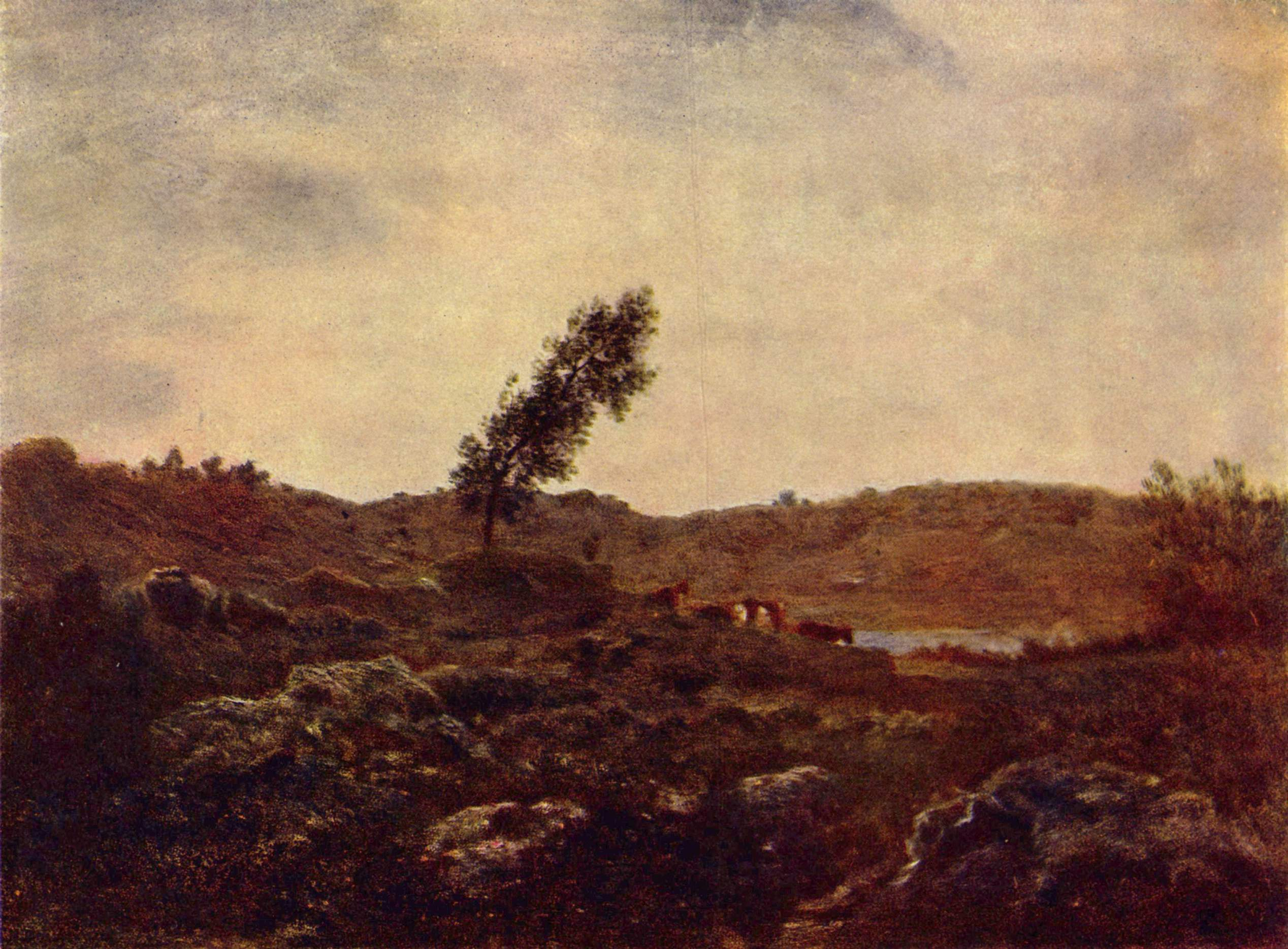
Théodore Rousseau, Vue de Barbizon (vers 1850), Moscou, musée des beaux-arts Pouchkine. Rousseau est un des peintres fondateurs de l'École de Barbizon.

Dès les années 1850, des étrangers de l’Europe entière, de Russie, des États-Unis, inscrits dans les ateliers parisiens, vont se joindre à leurs camarades français pour venir à Barbizon, à partir du printemps.
En 1867, l’hôtel Siron (actuel Bas-Bréau), appelé aussi de « l’exposition », car l’aubergiste a l’idée d’ouvrir une salle d’exposition pour les œuvres des artistes de passage, accueille une nouvelle clientèle de peintres et aussi d’écrivains, souvent étrangers, comme Robert Louis Stevenson par exemple, qui vont essaimer jusqu’à la fin du siècle à Marlotte, Grez-sur-Loing ou Moret-sur-Loing.
Ainsi, très tôt, le nom de Barbizon est connu ; plusieurs articles de L'Illustration ont comme sujet des reportages sur l’auberge Ganne et ses décors peints par les artistes.
Les artistes étrangers revenant dans leurs pays sont les meilleurs propagandistes de la vie à Barbizon, comme Ludwig Knaus et Albert Brendel en Allemagne, William Morris Hunt aux États-Unis, Jozef Israëls et Willem Roelofs aux Pays-Bas etc.
Après 1875, les Français du noyau d’origine composé de Jean-Baptiste Camille Corot, Charles-François Daubigny, Alexandre-Gabriel Decamps, Narcisse Díaz de la Peña, Jules Dupré, Charles Jacque, Jean-François Millet, Théodore Rousseau, Constant Troyon meurent. Mais, depuis 1863, la jeune génération de Claude Monet, Auguste Renoir et Alfred Sisley ont fait le pèlerinage en forêt de Fontainebleau, sur les pas des anciens, ceux de l’école de Barbizon, pour prendre la relève et créer une nouvelle vision de la nature. Ce n’est qu’en 1890 que le nom d’école de Barbizon est attribué au groupe des anciens, à la suite de la parution à Londres du livre de David Croal Thomson, intitulé The Barbizon school of painters.

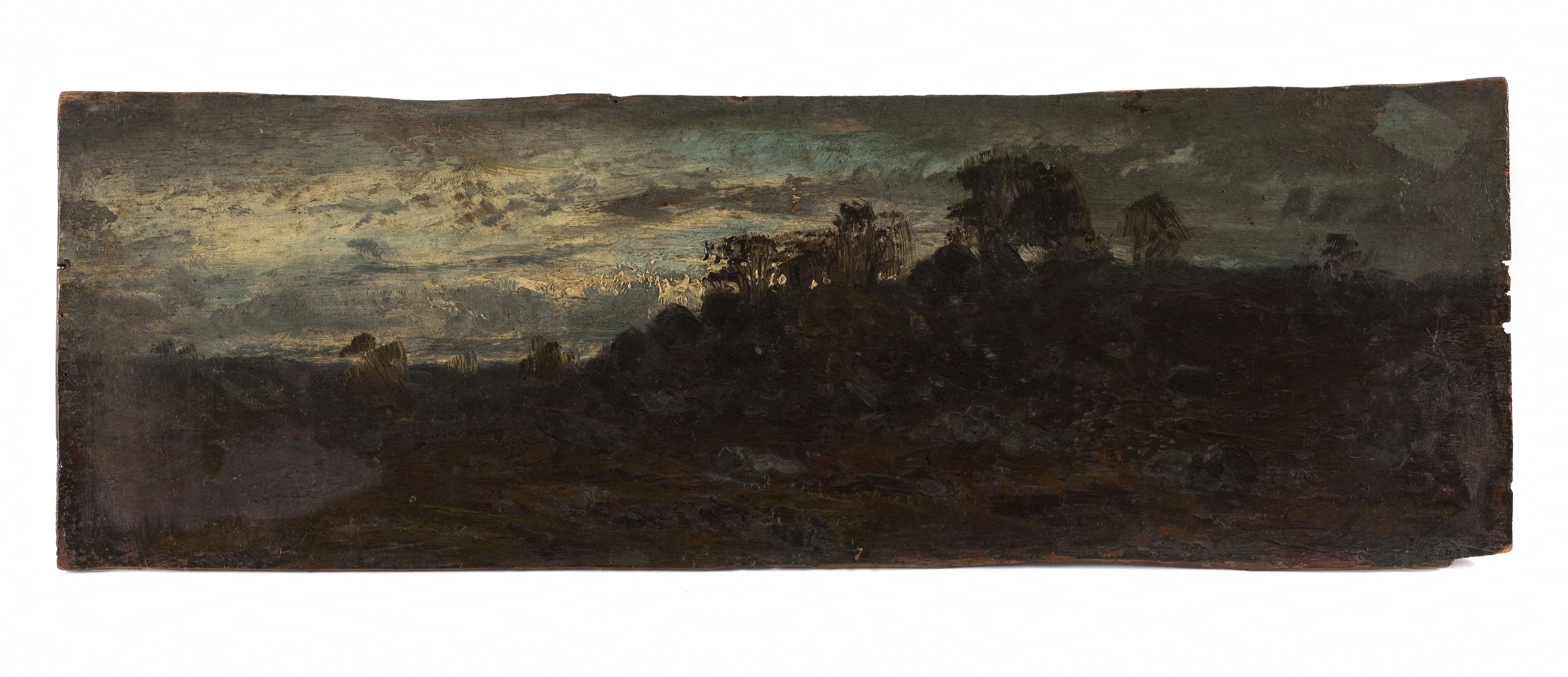
Félix Ziem : Barbizon, le soir (collection du Petit Palais, Paris).

Il n’y avait alors plus beaucoup de peintres à Barbizon, mais plutôt des écrivains, des philosophes, des chanteurs et des comédiens : Jean Galtier-Boissière, Gabriel Séailles… Les hôtels et les restaurants se sont multipliés par dix et les touristes affluent, un tramway les amenant directement à Barbizon depuis Melun. Chailly-en-Bière est jusque-là le seul bourg important, il possède une mairie, un cimetière et tous les commerces utiles à la vie des mille habitants qu'il compte et est constitué en paroisse. 
Barbizon n'est alors qu'un hameau où loge une population pauvre de moins de 300 habitants, de journaliers et de bûcherons pour la plupart. C'est à Chailly-en-Bière que s'arrête la diligence à l'auberge du Cheval Blanc, qui est le relais de poste. Les visiteurs de la forêt de Fontainebleau vont donc naturellement s'arrêter à Chailly-en-Bière ou à Fontainebleau car ils pourront y être nourris et logés.

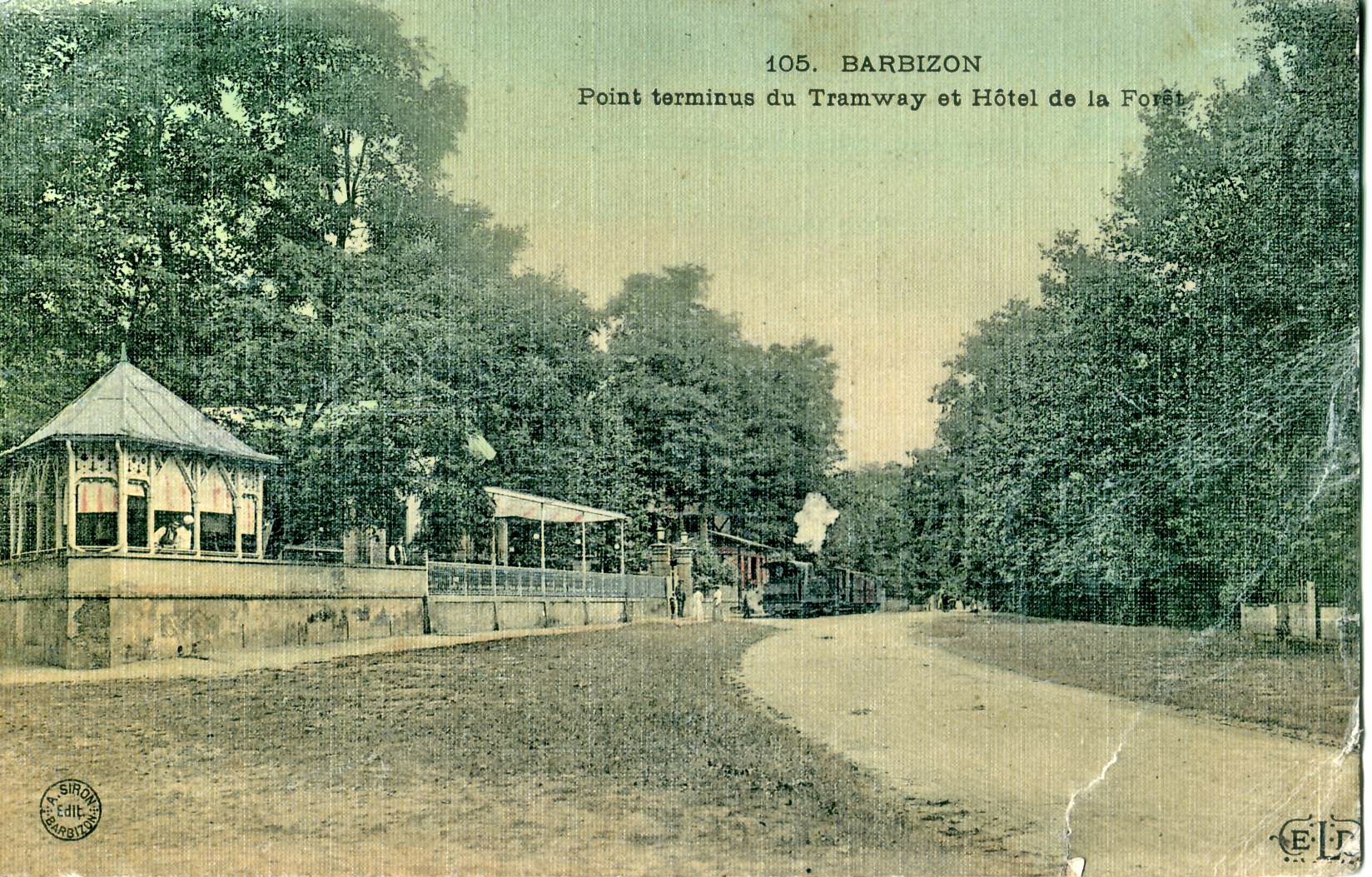
Le terminus du tramway de Melun devant l'hôtel de la Forêt. Cette ligne était exploitée par la société du Tramway Sud de Seine-et-Marne (TSSM) de 1899 à 1938.

À partir des années 1850, le chemin de fer permet d'accéder à Melun ou Fontainebleau plus rapidement, même s'il restait encore une dizaine de kilomètres à faire à pied pour arriver sur les lieux, avant qu'à la fin du XIXe siècle un tramway ne soit créé de Melun à Barbizon,. 
Ainsi, Barbizon supplante peu à peu Chailly, d'abord par l'affluence des visiteurs, mais aussi par la qualité de cette société cosmopolite de peintres, d'écrivains et de musiciens. Et pourtant, cent ans plus tard, malgré le renom international donné à Barbizon par ses peintres, l'église au fond du tableau le plus célèbre de Jean-François Millet est celle de Chailly ; le père Chicoré, célèbre berger, immortalisé par Jean-Ferdinand Chaigneau, demeurait à Chailly-en-Bière. Barbizon conserve toujours le « chemin de messe » qui conduisait les Barbizonnais à Chailly, et enfin reposent côte à côte dans le cimetière de Chailly les deux grands amis qui ont donné sa célébrité à Barbizon, Jean-François Millet et Théodore Rousseau.
Cependant, le hameau de Barbizon va se transformer ; de nombreux hôtels s'ouvrent et des villégiatures à louer ou à acheter sont construites, tandis que Chailly reste une bourgade rurale, concentre tous les commerces et profite de l'apport des visiteurs de Barbizon. Barbizon se considère alors comme la « vache à lait » de Chailly. La séparation administrative était devenue inéluctable, c’est la fin du vieux Barbizon des peintres, le hameau de Barbizon devient commune, à part entière, en 1903.
Barbizon devient une commune indépendante par sa séparation de Chailly-en-Bière le 20 novembre 1903.

## Politique et administration

### Rattachements administratifs et électoraux

#### Rattachements administratifs
La commune se trouve depuis sa création en 1903 dans l'arrondissement de Melun du département de la Seine-et-Marne.  
Elle faisait partie de 1903 à 1975 du canton de Melun-Sud, année où elle intègre le canton de Perthes. Dans le cadre du redécoupage cantonal de 2014 en France, cette circonscription administrative territoriale a disparu, et le canton n'est plus qu'une circonscription électorale.

#### Rattachements électoraux
Pour les élections départementales, la commune fait partie depuis 2014 du canton de Fontainebleau.
Pour l'élection des députés, elle fait partie de la première circonscription de Seine-et-Marne.

### Intercommunalité
Barbizon était membre de la communauté de communes du pays de Bière, un établissement public de coopération intercommunale (EPCI) à fiscalité propre créé fin 2001 et auquel la commune avait transféré un certain nombre de ses compétences, dans les conditions déterminées par le code général des collectivités territoriales.
Dans le cadre des dispositions de la loi portant nouvelle organisation territoriale de la République du 7 août 2015, qui prévoit que les établissements publics de coopération intercommunale (EPCI) à fiscalité propre doivent avoir un minimum de 15 000 habitants, cette intercommunalité a fusionné avec ses voisines pour former, le 1er janvier 2017, la communauté d'agglomération du Pays de Fontainebleau, dont est désormais membre la commune.

### Liste des maires
| Période                                  | Période                   | Identité                         | Étiquette | Qualité                                                |
| ---------------------------------------- | ------------------------- | -------------------------------- | --------- | ------------------------------------------------------ |
| Les données manquantes sont à compléter. |                           |                                  |           |                                                        |
| janvier 1904                             | mai 1904                  | Jean Batiste Paul Nicolas Comble |           |                                                        |
| mai 1904                                 | mai 1908                  | André Lamirault                  |           |                                                        |
| mai 1908                                 | février 1911              | Félix Binet                      |           |                                                        |
| Février 1911                             | mai 1912                  | Louis Tourteaux                  |           |                                                        |
| mai 1912                                 | mai 1929                  | Georges Caron                    |           |                                                        |
| mai 1929                                 | mai 1935                  | Marius Roger                     |           |                                                        |
| mai 1935                                 | mai 1943                  | Louis Pochard                    |           |                                                        |
| mai 1943                                 | août 1944                 | George Salmon (adjoint)          |           |                                                        |
| octobre 1944                             | octobre 1944              | Roger Leroux                     |           |                                                        |
| octobre 1944                             | mai 1953                  | Jean Creuze                      |           |                                                        |
| mai 1953                                 | mars 1971                 | Marc Jacquet                     | UDR       | Député, ministre                                       |
| mars 1971                                | mars 1983                 | Roger Leroux                     |           |                                                        |
| mars 1983                                | mars 2001                 | Gisèle Avelange                  |           |                                                        |
| mars 2001                                | septembre 2004            | Jean Guenin                      |           | Mandat écourté par la dissolution du conseil municipal |
| novembre 2004                            | 2008                      | Claude Marchal                   |           |                                                        |
| mars 2008                                | 2014                      | Pierre Bedouelle                 | Droite    |                                                        |
| 2014                                     | juillet 2020              | Philippe Douce                   | DVD       |                                                        |
| juillet 2020                             | En cours (au 7 mars 2025) | Gérard Taponat                   |           |                                                        |

### Jumelages
- East Bergholt (Royaume-Uni) depuis 1987
- Asago (Japon)  depuis 2008 [39]
- Schwaan (Allemagne) depuis 2023

## Équipements et services publics

### Santé
Une maison médicale est mise en service à Barbizon en 2023.

## Population et société
Ses habitants sont appelés les Barbizonnais.

### Démographie
L'évolution du nombre d'habitants est connue à travers les recensements de la population effectués dans la commune depuis 1906. Pour les communes de moins de 10 000 habitants, une enquête de recensement portant sur toute la population est réalisée tous les cinq ans, les populations de référence des années intermédiaires étant quant à elles estimées par interpolation ou extrapolation. Pour la commune, le premier recensement exhaustif entrant dans le cadre du nouveau dispositif a été réalisé en 2005.

En 2022, la commune comptait 1 265 habitants, en évolution de +9,05 % par rapport à 2016 (Seine-et-Marne : +3,92 %, France hors Mayotte : +2,11 %).
| 1906 | 1911 | 1921 | 1926 | 1931 | 1936 | 1946 | 1954  | 1962  |
| ---- | ---- | ---- | ---- | ---- | ---- | ---- | ----- | ----- |
| 484  | 507  | 540  | 660  | 651  | 747  | 880  | 1 015 | 1 066 |

| 1968  | 1975  | 1982  | 1990  | 1999  | 2005  | 2006  | 2010  | 2015  |
| ----- | ----- | ----- | ----- | ----- | ----- | ----- | ----- | ----- |
| 1 093 | 1 189 | 1 273 | 1 407 | 1 490 | 1 569 | 1 571 | 1 346 | 1 173 |

| 2020  | 2022  | - | - | - | - | - | - | - |
| ----- | ----- | - | - | - | - | - | - | - |
| 1 245 | 1 265 | - | - | - | - | - | - | - |

## Économie
Barbizon vit essentiellement du tourisme national et international. La haute saison touristique de Barbizon s’étend de Pâques à octobre. Il s’agit de 35 000 visiteurs par an, selon les données de l’ancien office du tourisme. Près de 60 % de la clientèle est individuelle et française et la clientèle restante est étrangère : Européens (Anglais, Allemands, Belges, Hollandais), les pays de l’Est et la Russie ; les clientèles en provenance des pays plus lointains : États-Unis, Chine, Japon, Corée, Australie, Brésil pour les principales.

### Revenus de la population et fiscalité
En 2018, le nombre de ménages fiscaux de la commune était de 605, représentant 1339 personnes et la  médiane du revenu disponible par unité de consommation  de 34 310 euros.

### Emploi
En 2017 , le nombre total d’emplois dans la zone était de 364, occupant 392 actifs  résidants.
Le taux d'activité de la population (actifs ayant un emploi) âgée de 15 à 64 ans s'élevait à 60,1 % contre un taux de chômage de 8,2 %.
Les 31,6 % d’inactifs se répartissent de la façon suivante : 12,6 % d’étudiants et stagiaires non rémunérés, 10,7 % de retraités ou préretraités et 8,3 % pour les autres inactifs.

### Entreprises et commerces
En 2018, le nombre d'établissements actifs était de 227 dont 9 dans l’industrie manufacturière, industries extractives et autres, 12 dans la construction, 72 dans le commerce de gros et de détail, transports, hébergement et restauration, 8 dans l’information et communication, 6 dans les activités financières et d'assurance, 16 dans les activités immobilières, 48 dans les activités spécialisées, scientifiques et techniques et activités de services administratifs et de soutien, 33 dans l’administration publique, enseignement, santé humaine et action sociale et 23  étaient relatifs aux autres activités de services.
En 2019,  31 entreprises ont été créées sur le territoire de la commune, dont 20 individuelles.
Au 1er janvier 2020, la commune disposait de 74 chambres d’hôtels dans 4 établissements et ne possédait aucun terrain de  camping.
En 2020, l'atelier de Bérengère tenue par Bérengère Evain "meilleur ouvrier de France lunetière" et "maître artisan d'art" ouvre son atelier de lunettes sur mesure.

## Culture locale et patrimoine

### Lieux et monuments

#### Grande Rue
- no 8 : ancien atelier de Camille Adrien Paris.
- no 12 : le gendre du père Ganne y ouvrit en 1870 une annexe de l'auberge Ganne qu'il baptisa villa des artistes. Une plaque rappelle que le peintre roumain Nicolae Grigorescu y fut hébergé à partir de 1861. Un peu plus loin sur le trottoir d'en face se dresse la mairie dans un parc.
- no 13 : autrefois annexe de l'hôtel de la Forêt, elle fut la demeure du peintre Louis Masson, puis d'un richissime hollandais du nom de Komeweiler avant de devenir l'hôtel de ville de Barbizon en 1955. Elle conserve des toiles de Ferdinand Chaigneau et une grande cheminée sculpté par Gallicie.
- no 14 : domicile du dessinateur et écrivain André Rouveyre.
- no 15 : La Clairière, maison du peintre Charles Ferdinand Ceramano (plaque commémorative sur la façade).
- no 20 : ancienne demeure du baron belge Victor de Papeleu qui acheta L'Angélus à Millet en 1859 pour 1 000 francs-or. Il était également peintre et fut l'élève de Jules Dupré. La maison passa ensuite au compositeur Georges Krier. Elle est devenue la Poste centrale de Barbizon.
- no 21 : maison du paysagiste Charles-François Daubigny, devenue l'hôtel Les Pléïades en 1920.

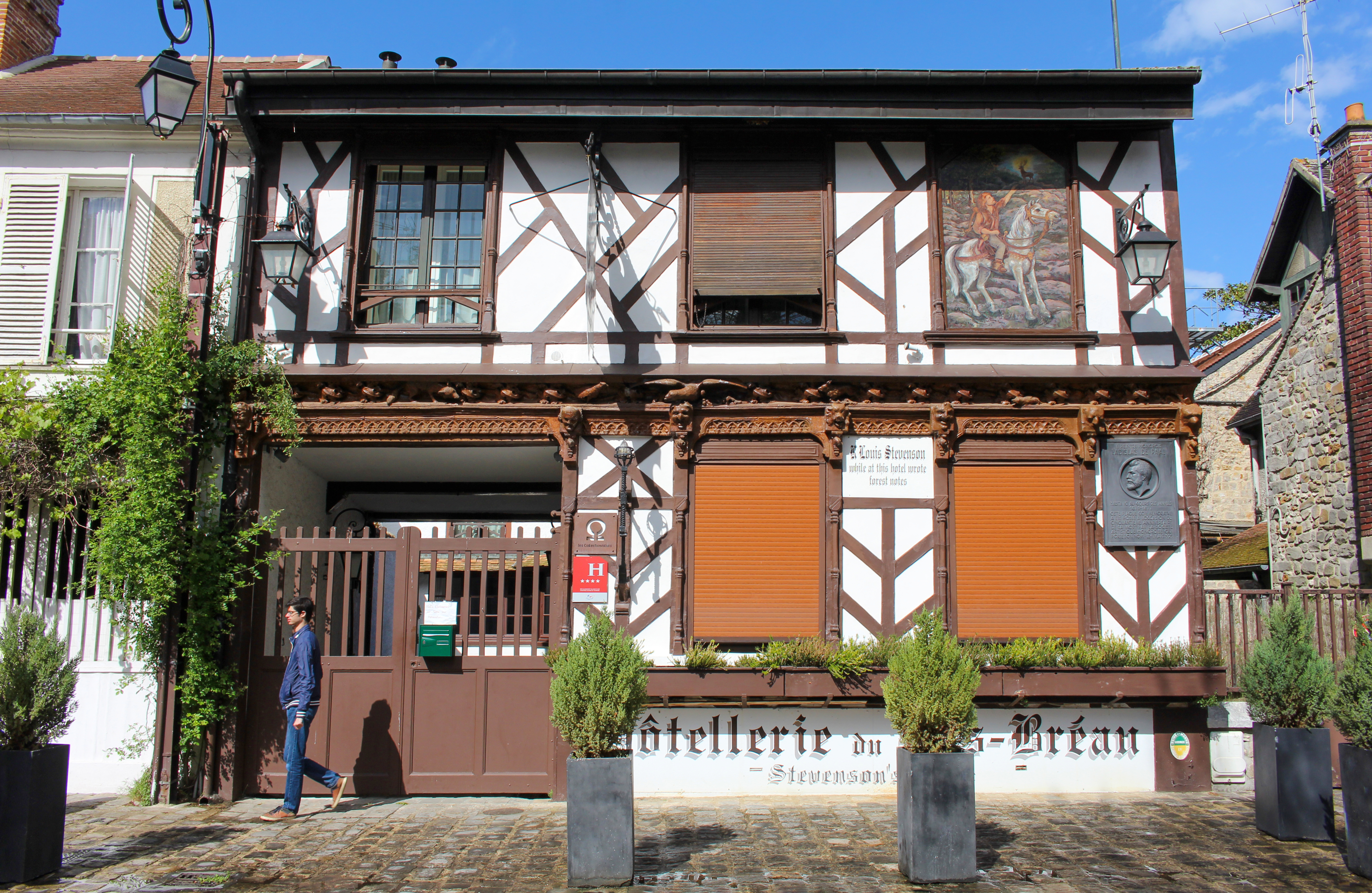
L'hôtellerie du Bas-Bréau.

- no 22 : hostellerie du Bas-Bréau, ancienne auberge Siron, créée en 1867 et devenue plus tard l'hôtel des expositions. Deux plaques rappellent que l'écrivain écossais Robert Louis Stevenson y demeura de 1873 à 1877, ainsi que le peintre hongrois László Paál de 1873 à 1876. L'empereur du Japon Hirohito y fut reçu avec tous les honneurs, le 3 octobre 1971. François Mitterrand y reçut en 1984 les Dix de la Communauté économique européenne pour y parler de l'avenir de l'Europe.
- no 24 : maison du peintre et graveur animalier Charles Jacque (plaque commémorative sur la façade).
- no 26 : maison du sculpteur animalier et peintre Antoine-Louis Barye (plaque commémorative sur la façade). L'auberge La Flambée a occupé les lieux jusque dans les années 2010, en remplacement d'un salon de thé-confiserie.

En 2021, un salon de thé - boutique - lieu d'exposition nommé La Juxtaposition s'est installée. C'est le lieu accueillant et cosy idéal pour prendre un goûter.
- no 28 : maison de Narcisse Díaz de la Peña.
- no 27-29 : maison-atelier de Jean-François Millet, il y demeura de 1849 à 1875 avec sa famille. Il y peignit sa célèbre toile L'Angélus. Devenu musée en 1922, où les visiteurs peuvent découvrir l'atelier et la maison, il fait l'objet d'une inscription au titre des monuments historiques depuis le 1er octobre 1947[50].
- no 32 : la villa Élisabeth, propriété où s'installa l'écrivain Roland Dorgelès.
- no 38 : maison du peintre et graveur suisse Karl Bodmer, inhumé à Chailly-en-Bière, et de son fils Rodolphe Bodmer, artiste peintre inhumé au cimetière communal.
- no 40 : ancienne auberge des Charmettes, qui reçut entre autres le peintre suisse Karl Bodmer. Abrite une galerie d'art.
- no 55 : maison de Théodore Rousseau, qu'il occupa de 1847 à sa mort en 1867, et dont la grange fut transformée en chapelle sous le vocable de Saint-Paul puis en 1950, en la chapelle Notre-Dame-de-la-Persévérance de Barbizon. Son clocher fut dessiné par Charles Millet, le fils du peintre Jean-François Millet. Le monument aux morts, Le Gaulois, érigé devant cette église sur la petite place qui fut le jardin de Rousseau, est l'œuvre du sculpteur Ernest Auguste Révillon. La petite maison de deux pièces est une annexe du musée départemental de l'École de Barbizon.
- no 54 : maison de Félix Ziem, il l'occupa de 1907 à sa mort en 1911 (plaque commémorative sur la façade).
- no 61 : atelier et galerie de la sculptrice Mélanie Quentin.
- no 63 : ancienne ferme, transformée en pension ou Ginette Leclerc et son compagnon Lucien Gallas venaient y visiter leur fille de 1940 à 1948[réf. nécessaire].
- no 73 : en face l'auberge Ganne, l'établissement la Clé d'or était un relais à chevaux avant 1898. Tenu par la fondatrice, Mme Allilaire, femme du serrurier du village, elle choisit ce nom et une grosse clé d'or pour enseigne. En 1946, François Périer et Daniel Gélin s'y installent pour tourner La Tentation de Barbizon, dans lequel apparaît Louis de Funès dans une figuration.
- no 92 : l'auberge Ganne, devenue le musée des Peintres de Barbizon, musée départemental consacré à l'École de Barbizon. Elle a été ouverte en 1824. Le décor et le mobilier décorés par les artistes sont d'époque. Le musée conserve quelques œuvres d'artistes du XIXe siècle liés à Barbizon. Il fait l'objet d'une inscription au titre des monuments historiques depuis le 28 décembre 1984[51]. S'y trouve aussi la maison-atelier Théodore Rousseau, annexe du musée. C'est une maisonnette retirée au fond d'un jardin. Théodore Rousseau vécut ici de 1847 à sa mort en 1867.
- no 94 : dans l'immeuble les Glaneuses, face à l'auberge de la Clé d'or, Raimu tourne dans Le Bienfaiteur d'Henri Decoin en 1942.

#### Rue Antoine-Barye
- no 4 : ancienne villa les Alouettes, propriété construite en 1883 par l'essayiste Gabriel Séailles et son épouse l'artiste peintre Octavie Charles Paul Séailles. Bâtiment aujourd'hui transformé en hôtel-restaurant.

#### Rue Charles Jacque
- no 4 : la Rousselière, maison d'Ernest Auguste Révillon.
- no 11 : atelier du sculpteur Ernest Auguste Révillon, face à sa maison.

#### Place Marc-Jacquet
- Syndicat d'initiative.

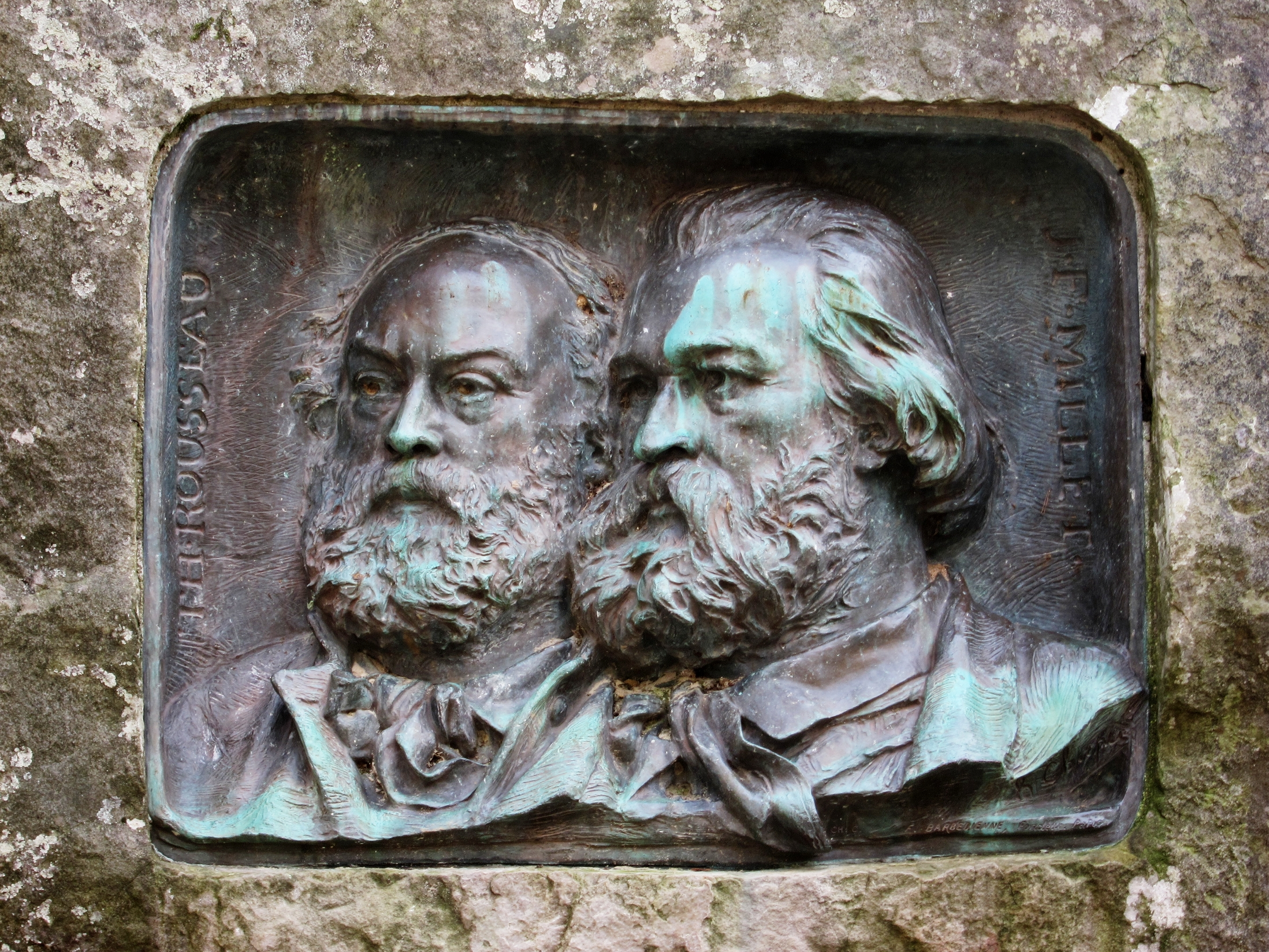
Henri Chapu, Théodore Rousseau et Jean-François Millet (1884), forêt de Fontainebleau.

- Maison de la culture : elle conserve un bas-relief en plâtre d'Henri Chapu représentant les portraits de Théodore Rousseau et Jean-François Millet (1884), dont un tirage en bronze de la fonderie Barbedienne orne un rocher en lisière de la forêt de Fontainebleau.

#### Plaine de l'Angélus
- Villa Le Chaperon rouge, propriété de l'actrice Mireille Perrey.

#### Gorges d'Apremont
- Jean Marais et Bourvil y tournent Le Bossu d'André Hunebelle en 1959.

### Personnalités liées à la commune
- Antoine-Louis Barye (1795-1875), sculpteur et un peintre français représentatif du romantisme, il est l'un des sculpteurs animaliers les plus réputés du XIXe siècle. Il a fréquenté le village et y côtoie les peintres de l'École de Barbizon.

- Jean-Baptiste Camille Corot (1796-1875), peintre et graveur français, est l'un des fondateurs de l'école de Barbizon.

- Théodore Caruelle d'Aligny (1798-1871), peintre, dessinateur et graveur paysagiste français., l'un des précurseurs de l'École de Barbizon, village dont il serait l'un des découvreurs artistiques dès 1822 ou 1824.

- Alexandre-Gabriel Decamps (1803-1860), peintre et graveur français, l'une des grandes figures du romantisme, membre de l'École de Barbizon.

- Karl Bodmer (1809-1893), peintre, dessinateur, graveur et photographe suisse naturalisé français, a habité Barbizon, 38 Grande-Rue et est rattaché à l'École de Barbizon.

- Théodore Rousseau (1812-1867), peintre et graveur français considéré comme étant le cofondateur de l'école de Barbizon, observateur attentif de la nature à toutes les époques de l'année, habitait depuis 1848 à Barbizon[52].

- Jean-François Millet (1814-1875),  artiste-peintre réaliste, pastelliste, graveur et dessinateur français du XIXe siècle, l’un des fondateurs de l’école de Barbizon célèbre notamment pour ses scènes champêtres et paysannes, y est mort.

- Charles-François Daubigny (1817-1878), artiste peintre et graveur français, rattaché à l’école de Barbizon et considéré comme l'un des peintres charnières entre le courant romantique et l’impressionnisme.

- Eugène Lavieille (1820-1889), peintre français, habite quatre an s à Barbizon à partir de 1852 et est membre de l'École de Barbizon.

- Félix Ziem (1821-1911), peintre français de l'École de Barbizon, renommé pour ses marines et ses paysages de Venise et de Constantinople. Peintre orientaliste, il est considéré comme un des précurseurs de l'impressionnisme

- Ferdinand Chaigneau (1830-1906), peintre et graveur français de l'École de Barbizon, y est mort.

- Bernard Sauvat (1841- ), auteur-compositeur-interprète des années 1970 qui a notamment enregistré chez Sonopresse[pourquoi ?].

- Albert Charpin (1842-1924), peintre français, membre de l'École de Barbizon.

- Élise Voruz (1844-1909) peintre franco-suisse, a habité et est morte à Barbizon.

- Robert-Louis Stevenson (1850-1894), écrivain écossais et grand voyageur, connu dans le monde entier pour ses deux romans, L'Île au trésor (1883), L'Étrange Cas du docteur Jekyll et de M. Hyde (1886), a séjourné à Barbizon  en 1876.

- Gabriel Séailles (1852-1923),  historien de la philosophie français, y est mort.

- Octavie Charles Paul Séailles (1855-1944)  artiste peintre et graveuse française, épouse de  Gabriel Séailles, avec qui elle fait construire leur villa « Les Alouettes » en 1897. Elle est enterrée avec son mari au cimetière de Barbizon.

- Auguste Giroux (1874-1953),  joueur français de rugby à XV, à habité à Barbizon où il tenait une maison de convalescence pour enfants de moins de 15 ans, la villa Bernard.

- Léon Trotsky (1879-1940), révolutionnaire communiste et homme politique russe, puis soviétique, réfugié à Barbizon du 1er novembre 1933 au 17 avril 1934.

- André Billy (1882-1971), écrivain français, qui est mort à Barbizon et habitait depuis 1930 la villa La Chevrette.

- Jean Galtier-Boissière (1891-1966),  romancier, polémiste, peintre et journaliste français, créateur du périodique satirique Le Crapouillot, puis un temps journaliste au Canard enchaîné, il se rapproche ensuite de l'extrême droite, est inhumé au cimetière de Barbizon auprès de son épouse morte en 1975.

- Paul Iribe (1883-1935), dessinateur, illustrateur de mode, affichiste, patron de presse, réalisateur et décorateur français, considéré comme un des précurseurs du mouvement de l'Art déco, est enterré à Barbizon.

- Marie-Louise Iribe (1894-1934), actrice, réalisatrice et productrice de cinéma française,  inhumée à Barbizon, où résidait une grande partie de sa famille.

- Pol Rab (1898-1933), dessinateur, illustrateur et affichiste français, y est enterré.

- Drue Leyton, née Dorothy Elizabeth Blackman (1903-1997), actrice américaine, une des responsables de la résistance française à Barbizon depuis sa villa L’Écureuil, et qui contribue au sauvetage de 32 aviateurs américains et canadiens. Une place de la commune porte son nom[53].

- Léo Marjane (1912-2016), chanteuse française très en vogue durant les années 1940 et qui a chanté de nombreux standards de jazz, y est morte.

- David Rousset (1912-1997), résistant, déporté, écrivain et homme politique français, a passé les trente dernières années de sa vie à Barbizon.

- Boris Gamaleya (1930-2019), poète français, a vécu près de ses enfants à Barbizon à partir de 2012.

- Didier Julia (1934- ), homme politique et philosophe français[pourquoi ?].

- Georges Chelon (1943- ), chanteur, auteur-compositeur-interprète, français[pourquoi ?]

- Herbert Léonard (1945-2025), chanteur et auteur français, vivait à Barbizon[54].

- Mélanie Quentin (1946- ), sculptrice et lithographe française, galeriste à Barbizon.

- Jean-Claude Mignon (1950- ), homme politique français[pourquoi ?].

- Didier Lockwood (1956-2018), violoniste français, œuvrant surtout dans le jazz et compositeur de musiques de film[pourquoi ?].

- Didier Choupay (1963- ), joueur de pétanque français, a été licencié au Star Master's Pétanque Club de Barbizon.

- Vanessa Demouy (1973- ), actrice, mannequin et chanteuse française[pourquoi ?].

- Fernandel (1903-1971),  acteur, humoriste, chanteur et réalisateur français[pourquoi ?]

### Philatélie
- En 1995, La Poste émit un timbre gravé par Charles Bridoux d'après l'œuvre de Narcisse Díaz de la Peña, Les Chaumières à Barbizon (1838-1839), héliogravure, 26 × 36,85 mm.

- Un timbre représentant Des glaneuses de Jean-François Millet, peint à Barbizon, est édité en 2025 par La Poste[55].

### Distinction
En 2015, la commune est sélectionnée pour l'émission Le Village préféré des Français en tant que représentante de la région Île-de-France. Elle se classe finalement 4e sur 22. Le village est par ailleurs est classé dans la liste Villages et cités de caractère par le comité départemental du tourisme.

### Héraldique, devise et logotype
| Blason de Barbizon | Blason  | De sinople aux cinq pinceaux renversés d'or posés en éventail et chargés de sable, à la palette de peintre aussi d'or tachetée aussi de sable brochant sur le tout. |
| Blason de Barbizon | Détails | Le statut officiel du blason reste à déterminer. |

## Pour approfondir